# 金伯莉·伯伊斯
金伯莉·伯伊斯（荷蘭語：Kimberly Buys，1989年4月23日—），生于圣尼克拉斯，是一名比利时女子游泳运动员，主攻蝶泳，曾在安特卫普大学修读生物化学专业。她的姐姐Magali和父亲都曾从事游泳运动。2006年，她在匈牙利布达佩斯进行的欧洲游泳锦标赛上完成个人的国际主要长池赛事首秀。